# Gatineau (circonscription fédérale)
Pour les articles homonymes, voir Gatineau (homonymie).
Circonscription électorale fédérale du Canada
Gatineau (Gatineau—La Lièvre, de 1988 à 1997) est une circonscription électorale fédérale au Québec (Canada).

## Géographie
Elle comprend le secteur de Gatineau de la ville de Gatineau (c'est-à-dire les limites de la ville de Gatineau d'avant la fusion municipale de 2002). 
Les circonscriptions limitrophes sont Hull—Aylmer, Pontiac, Ottawa—Orléans et Ottawa—Vanier.

## Histoire
La circonscription fut créée en 1947 à partir des circonscriptions de Hull et Wright. En 1987, elle est renommée  Gatineau—La Lièvre. Elle est renommée Gatineau en 1996.
En 1987, la circonscription de Gatineau—La Lièvre comprenait:
- Les villes de Buckingham, Gatineau, Masson et Thurso
- La municipalité de Notre-Dame-du-Laus dans le comté de Labelle
- Le comté de Papineau

La circonscription a généralement été un bastion du Parti libéral du Canada, exception faite du balayage de Brian Mulroney lors de l'élection de 1984. Toutefois, lors de l'élection de 2006, la circonscription élit un député du Bloc québécois. Aux élections du 2 mai 2011, Françoise Boivin du Nouveau Parti démocratique est élue une des premières au Québec entier avec une très forte majorité.

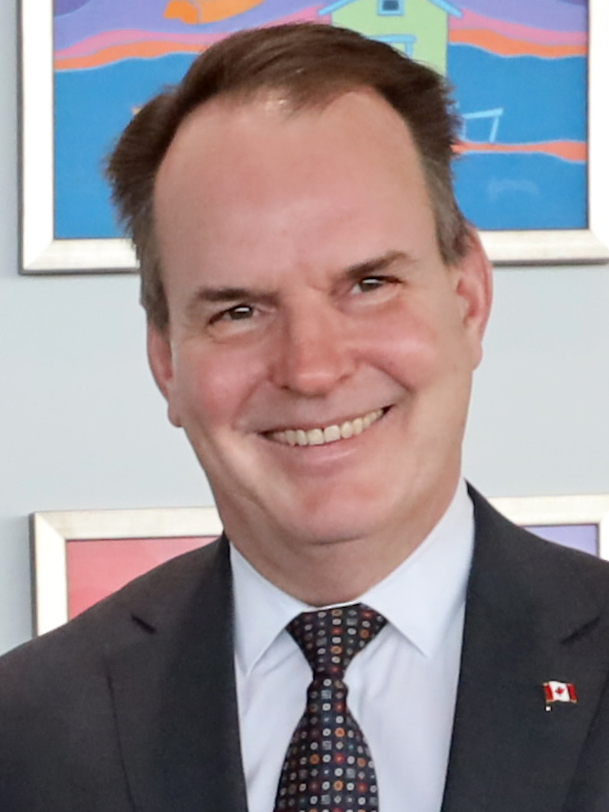
Steven Mackinnon est député depuis 2015 de Gatineau

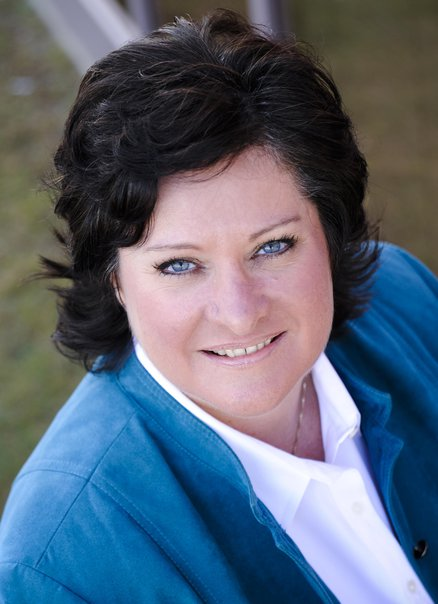
Françoise Boivin est députée à deux reprises de la circonscription soit entre 2004 et 2006 ainsi qu'entre 2011 et 2015

## Députés
Les députés suivants ont représenté cette circonscription à la Chambre des communes du Canada :
| Législature                     | Années        | Député                | Parti | Parti                     |
| ------------------------------- | ------------- | --------------------- | ----- | ------------------------- |
| Gatineau issue d'Hull et Wright |               |                       |       |                           |
| 21e                             | 1949–1953     | Léon-Joseph Raymond   |       | Libéral                   |
| 21e                             | 1949–1953     | Joseph-Célestin Nadon |       | Libéral                   |
| 22e                             | 1953–1957     | Rodolphe Leduc        |       | Libéral                   |
| 23e                             | 1957–1958     | Rodolphe Leduc        |       | Libéral                   |
| 24e                             | 1958–1962     | Rodolphe Leduc        |       | Libéral                   |
| 25e                             | 1962–1963     | Rodolphe Leduc        |       | Libéral                   |
| 26e                             | 1963–1965     | Rodolphe Leduc        |       | Libéral                   |
| 27e                             | 1965–1968     | Joseph Isabelle       |       | Libéral                   |
| 28e                             | 1968–1972     | Gaston Clermont       |       | Libéral                   |
| 29e                             | 1972–1974     | Gaston Clermont       |       | Libéral                   |
| 30e                             | 1974–1979     | Gaston Clermont       |       | Libéral                   |
| 31e                             | 1979–1980     | René Cousineau        |       | Libéral                   |
| 32e                             | 1980–1984     | René Cousineau        |       | Libéral                   |
| 33e                             | 1984–1988     | Claudy Mailly         |       | Progressiste-conservateur |
| Gatineau—La Lièvre              |               |                       |       |                           |
| 34e                             | 1988–1993     | Mark Assad            |       | Libéral                   |
| 35e                             | 1993–1997     | Mark Assad            |       | Libéral                   |
| Gatineau                        |               |                       |       |                           |
| 36e                             | 1997–2000     | Mark Assad            |       | Libéral                   |
| 37e                             | 2000–2004     | Mark Assad            |       | Libéral                   |
| 38e                             | 2004–2006     | Françoise Boivin      |       | Libéral                   |
| 39e                             | 2006–2008     | Richard Nadeau        |       | Bloc québécois            |
| 40e                             | 2008–2011     | Richard Nadeau        |       | Bloc québécois            |
| 41e                             | 2011–2015     | Françoise Boivin      |       | Néo-démocrate             |
| 42e                             | 2015–2019     | Steve MacKinnon       |       | Libéral                   |
| 43e                             | 2019–2021     | Steve MacKinnon       |       | Libéral                   |
| 44e                             | 2021–2025     | Steve MacKinnon       |       | Libéral                   |
| 45e                             | 2025–en cours | Steve MacKinnon       |       | Libéral                   |